# Версальський договір (1756)
Версальський договір, також відомий як Перший Версальський договір - дипломатичною угодою між Францією та Австрією. Він був підписаний у 1756 році у Версальському палаці у Франції. За цією угодою було підписано чотири договори.

## Умови
Дві країни запропонували взаємну допомогу в разі нападу Великої Британії чи Пруссії. Було створено Франко-Австрійський альянс, який проіснував протягом наступних 30 років.

## Наслідки
Через кілька місяців після угоди Франція та Австрія виявилися залученими у Семирічну війну проти Англо-Прусського альянсу, яка тривала до 1763 року. Разом із Вестмінстерською конвенцією цей договір став частиною дипломатичної революції, яка перебудувала системи альянсів великих держав Європи напередодні війни.
Він був оборонним, але британські агенти підозрювали, що там були секретні домовленості, які були ширшими, ніж документ, який насправді оприлюднили.
Другий Версальський договір, який обіцяв ще тіснішу співпрацю між двома державами, був укладений у Версалі в 1757 році.